# جیانگ یویوآن
جیانگ یویوآن (به انگلیسی: Jiang Yuyuan) ژیمناست زادهٔ ۱ نوامبر ۱۹۹۱ میلادی اهل کشور چین است.